# Cycloramphus rhyakonastes
Cycloramphus rhyakonastes är en groddjursart som beskrevs av Heyer 1983. Cycloramphus rhyakonastes ingår i släktet Cycloramphus och familjen Cycloramphidae. IUCN kategoriserar arten globalt som livskraftig. Inga underarter finns listade i Catalogue of Life.